# Furstespegel (pjäs)
Furstespegel är ett drama av Per Olov Enquist och Anders Ehnmark från 1987. Pjäsen är en politisk satir över massmedias makt i samhället.
Manuset finns utgivet i två samlingar med Enquists dramatik - Protagoras sats. På spaning efter det politiska förnuftet 1987 och Dramatik II: De politiska 2017.

## Handling
På en lyxfärja i Östersjön samlas ett antal verkliga personer – kung Carl XVI Gustaf, Lennart Bodström, Jan Carlzon, Anders Wall, Ove Rainer och Gustaf Douglas – med mediaproblem för att diskutera hur de ska anpassa sig till massmedias dramaturgi. Diskussionerna leds av en dansk guru, Harry Schein och Lars Gustafsson.

## Uppsättningar
Pjäsen beställdes av SVT som tv-teater i tre kvartslånga avsnitt och spelades in med avsikt att sändas 13, 14 och 15 december 1986. Regissör var Jösta Hagelbäck och rollerna gjordes av bland andra Jan Jönson (kungen), Tomas Norström (Gustafsson), Ulf Brunnberg (Wall), Ted Åström (gurun) och Olof Buckard (Schein och Bodström). Två veckor innan premiär stoppades pjäsen av författarna, som hävdade att pjäsen hade skrivits om utan deras kännedom. Ove Rainers roll hade plockats bort på grund av den riktige Rainers sjukdom, och hans repliker hade delats upp på övriga. Carl XVI Gustaf framställs i originaltexten som påläst och intelligent, men kungens "intressanta och skarpsinniga repliker försvann trots våra ursinniga protester steg för steg, den sista gnistan av intelligens släcktes vid redigeringsbordet". Chefen för tv-teatern, Kewe Zahr hävdade å andra sidan att man lyft ut pjäsen för att den blivit "en jävla dålig produkt".
I stället togs pjäsen upp av Stockholms stadsteater, där den fick premiär redan den 6 februari 1987, i regi av Sven Wollter. Rollen som Ove Rainer var nu utbytt mot Antonia Ax:son Johnson.
| Roll                     | Stockholms stadsteater 6 februari 1987 |
| ------------------------ | -------------------------------------- |
| Regi                     | Sven Wollter                           |
| Scenografi               | Roland Söderberg                       |
| Egyptisk askkoppstömmare | Antonio Di Ponziano                    |
| Gurun                    | Hans V. Engström                       |
| Kungen                   | Anders Ahlbom                          |
| Harry Schein             | Peder Falk                             |
| Lennart Bodström         | Hans Bendrik                           |
| Jan Carlzon              | Bengt Järnblad                         |
| Anders Wall              | Björn Gedda                            |
| Antonia Ax:son Johnson   | Anneli Martini                         |
| Gustaf Douglas           | Lasse Petterson                        |
| Lars Gustafsson          | Helge Skoog                            |